# Moréna

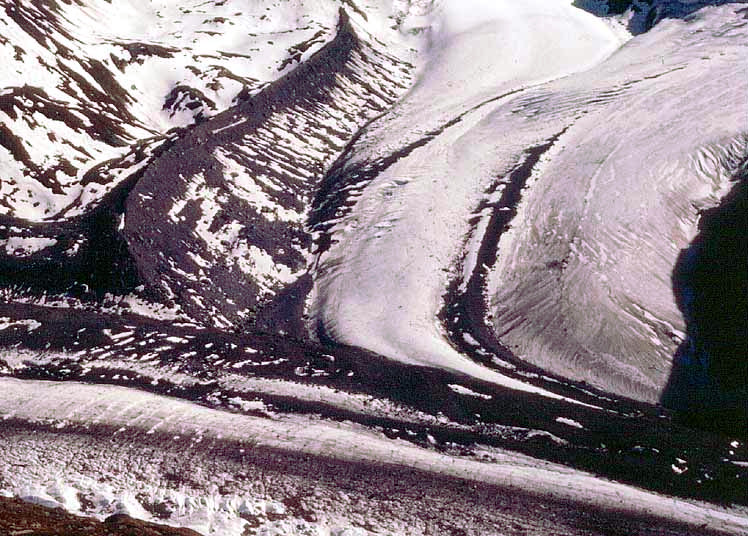
Boční moréna na ledovci Gorner Glacier ve švýcarském Zermattu. Moréna je vysoký val z kamenů v horní levé části fotografie

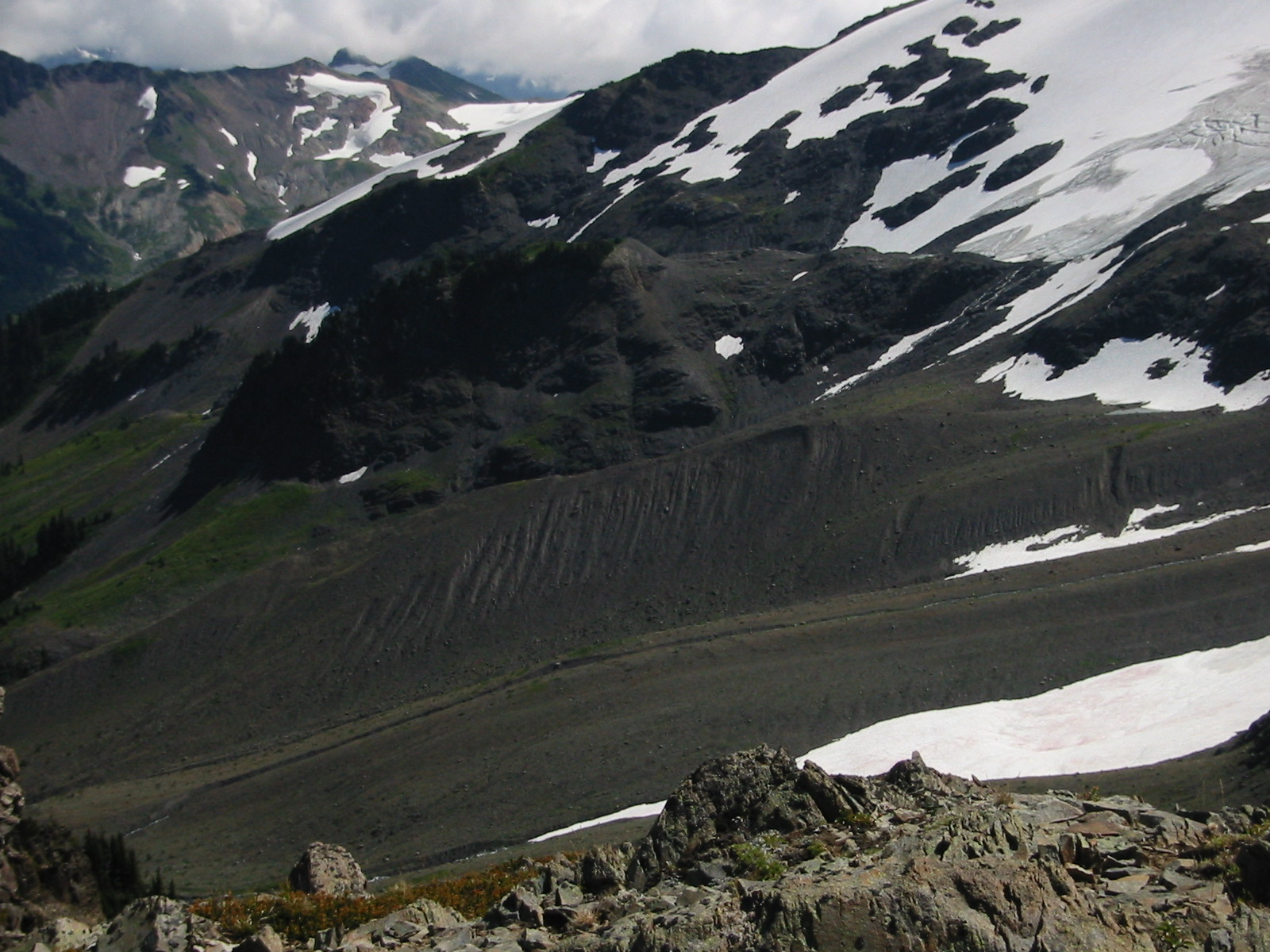
Boční moréna tvořená tillem

Moréna je kamenný val vzniklý ledovcovou činností. Morény jsou tvořeny převážně ze špatně vytříděného materiálu, který se skládá z velkých balvanů až po malé jílové části. Sediment, který vzniká v moréně, se nazývá till. Moréna může být buď stále ledovcem transportována, či již uložena v určité oblasti, kudy či kam až ledovec zasahoval.

## Druhy morén
Morény dělíme podle místa, kde se vzhledem k ledovci nalézají:
- přední (zvaná též čelní či terminální) moréna - je moréna, která vzniká v předpolí ledovce, který tlačí před sebou horninový materiál. Materiál se hromadí vlivem tlaku ledovce, který „ryje“ podloží, kde získává prvotní materiál. Přední moréna je zpravidla nejmocnější a nejlépe zachovanou. Po odtání ledovce je přední moréna často zachována jako hráz. Je poměrně časté, že se oblast za morénou, kde kdysi býval ledovec, začne zaplňovat vodou a vzniká tak hloubeno-hrazené jezero (zvané morénové jezero). Dojde-li k postupu ledovce přes tuto čelní morénu, bývají její uloženiny deformovány a nazývají se moréna náporová.

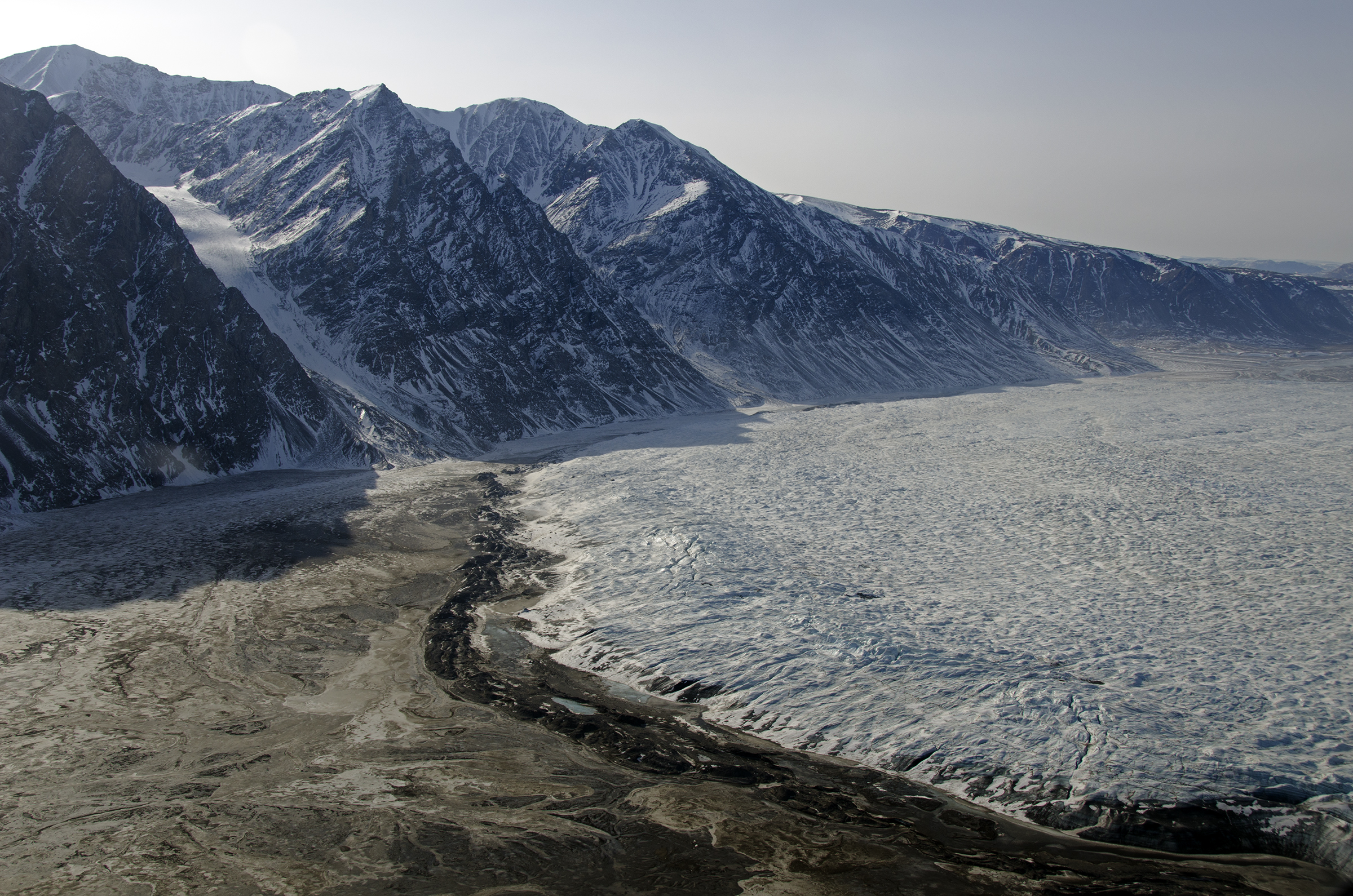
Čelní moréna ledovce na severovýchodě Grónska

- Čelní moréna ledovce na severovýchodě Grónskaboční moréna - je útvar, který vzniká na okrajích postupujícího ledovce vlivem tlaku. Okolní horniny jsou obrušovány ledovcem, který získaný materiál částečně přenáší a ukládá po bocích. Často jsou boční morény situovány ve svazích okolních horských masívů. V některých případech zhroucením boční morény vzniká kamová terasa, nebo kamy.
- střední moréna - vzniká při sloučení dvou ledovců z boční morény. Dva ledovce se setkají a stávají se jedním ledovcovým tělesem, které je neseno ve středu postupujícího ledovce.
- spodní (bazální) moréna - představuje sedimentační pokryv v podloží ledovce, tvořený materiálem různého zrnitostního složení i původu, který ledovec odlamuje z podloží. Často se zde objevují ohlazené a obroušené kameny, které odborně nazýváme souvky. Při transportu materiálu naspodu ledovce dochází k exaraci, deterzi nebo detrakci (jsou to druhy ledovcové eroze) skalního podkladu.
- vnitřní moréna - skládá se z kusů hornin, které se do ledu dostaly napadáním do trhlin nebo regelací z povrchu ledovce tak, že led pod balvanem roztával a takto vzniklá voda nad ním opět zamrzala

Morény jsou časté důkazy minulého zalednění oblasti, z jejich přítomnosti se dá zpětně dohledat, kam až sahalo zalednění v dobách ledových.
V horských oblastech je po ústupu ledovce část zemského povrchu tlakem ledové masy vyhloubena. Moréna, kterou ledovec tlačil před sebou, se tak stává přirozenou hrází. V zahrazené oblasti se naskytují ideální podmínky pro vytvoření morénového jezera.